# Komisz kamaszok Afrikában
A Komisz kamaszok Afrikában (eredeti cím: Zoop in Afrika) 2005-ben bemutatott holland ifjúsági kalandfilm, amelyet Johan Nijenhuis rendezett. 
Hollandiában 2005. július 14-én mutatták be.

## Cselekmény
Az egyik holland állatkertben munkát végez nyolc tinédzser, ebből négy fiú és négy lány. Csereprogram keretében megnyílik rá az esélyük, hogy elutazzanak Afrikába. A nem kellemetlennek ígért utazás egy nem várt fordulatot vesz, ahogy lezuhannak a dzsungelbe egy repülőgéppel. A nyolc tini nagy feladattal néz szembe, hogy a vadonban életbe maradjanak. Megpróbálnak átvágni az őserdőn, hogy segítenek egymáson, de addig is rengeteg sok veszélyes helyzettel állnak szembe. Részükre a legnagyobb veszélyt a vadőrzők is jobban jelentik, az állatoknál, amikor egy állatkereskedelmi nyomra bukkannak.

## Szereplők
| Szereplő | Színész                | Magyar hang |
| -------- | ---------------------- | ----------- |
| Moes     | Jon Karthaus           | N/A         |
| Elise    | Vivienne van den Assem | N/A         |
| Sira     | Juliette van Ardenne   | N/A         |
| Bastiaan | Ewout Genemans         | N/A         |
| Bionda   | Nicolette van Dam      | N/A         |
| Mike     | Patrick Martens        | N/A         |
| Aaron    | Sander Jan Klerk       | N/A         |
| Gaby     | Sabine Koning          | N/A         |
| Taffie   | Monique van der Werff  | N/A         |
| Filo     | Kim Boekhoorn          | N/A         |
| Shafira  | Sylvana Simons         | N/A         |

## Televíziós megjelenések
HBO, Film+, Film+ 2, M1